# 銀河 (レストラン船)
銀河（ぎんが）は、瀬戸内海汽船が運航していたレストラン船。

## 概要
神田造船所呉造船所で建造され、1984年に就航した。2024年まで運行し、2024年時には中四国唯一のレストラン船であった。
瀬戸内海汽船は1979年よりスキッパータイプの遊覧船「南十字星」を運航していたが、本四架橋建設に伴う広島-松山・福山-多度津航路の減収や他社との競合を見越しての新規事業開拓を行うべく本船が建造された。船体は瀬戸内に古くから残るスタイルを模している。
広島港宇品旅客ターミナルを発着、広島湾を遊覧するレストラン船として、ランチクルーズ、ディナークルーズを中心に運航されており、船上ウエディング、修学旅行団体などのチャータークルーズにも対応していた。ランチクルーズでは宮島での途中下船も可能だった（乗船は不可）。補修部品の枯渇や老朽化により2024年12月25日をもって運航を終了した。

## 航路
2024年当時の定期航路は下記。この他にもチャーター時には大三島、生口島、大崎上島、音戸の瀬戸、燧灘、小豆島などのクルーズが開催されていた。
ランチクルーズ
広島港（12時出港） - 似島 南沖（大須瀬戸) - 江田島北沖 - 絵の島 沖 - 厳島神社大鳥居沖 - 宮島港 - 広島港(帰路は直帰航路）。合計2時間30分の航路。
ディナークルーズ
広島港（17時50分出港） - グランドプリンスホテル広島沖 - 金輪島北側 - 広島大橋（Uターン）- 宇品灯台沖 - 厳島神社大鳥居沖 - 広島港 合計2時間10分の航路。

## 船内
1階　
前方に貸し切りでの使用を想定したダイニングルームがあった。中央には2階メインダイニングに直結する中央階段があり、その後方にインフォメーションとクルーズショップが配置されていた。後方にはエクセレントルームが配置されていた。
- ダイニング（50名）
- エクセレントルーム
- クルーズショップ
- インフォメーション

2階
前方にメインダイニングがあり、左右の舷側に4人掛けテーブルが配置されていた。前方にはピアノとオルゴールが設置してあった。メインダイニング後方に厨房があった。厨房の後方にはカフェ等の飲食や軽食の提供を想定したパーテーションで区切られた区画があった。
- メインダイニング（100名）
- デッキテラス（30名）
- 厨房

3階
貸し切り用途に使用されるロイヤルルーム等があった。航行中に操舵室の見学も開催されていた。
- ロイヤルルーム（20名）
- 特別室
- デッキテラス
- プロムナード
- 操舵室
- 操舵員居室

最上甲板
露天となる最上甲板は乗客には非公開だった。なお、船体中央部に黄色の煙突のような筒があるがフェイクであり、本当の煙突は船体後方の白い排気塔が2基設置されている。

## 事故・インシデント

### 錨泊中の衝突
1984年8月21日、18時58分ごろ、昭和60年台風第10号の接近に伴い、広島港宇品灯台の南南東約1,300メートルの地点で投錨して仮泊中だった本船に、走錨により操船困難となった自動車運搬船サターンダイヤモンドが衝突した。サターンダイヤモンドの右舷船首部が、本船の船首に後方から約70度の角度で衝突、サターンダイヤモンドと本船は錨鎖が絡んだまま、宇品島の方向へ圧流されたが、本船が錨鎖の根付けシャックルを解放して離脱した。衝突により本船は船首部が内側に曲損、前後のマスト、煙突、ハンドレール等に損傷を生じた。サターンダイヤモンドは右舷前部および左舷中央部外板に凹損を生じた。事故原因は、空倉状態のサターンダイヤモンドが、錨を増やすなど対策をとらずに走錨し、抜錨後の操船の準備も不十分で揚錨後に操船の自由を失ったため、とされた。

### 二子瀬戸での座礁
2012年11月14日、15時6分、松山港から屋代島（周防大島）の伊保田港に向かっていた本船は、二子瀬戸を西行中、風および潮流に圧流され二神島北西の根ナシ礁に乗り揚げた。修学旅行中の神奈川県立保土ヶ谷高等学校の団体162名が乗船していたが、負傷者はなく来援した僚船および巡視艇へ移乗した。乗り揚げにより、本船は船底に破口を伴う凹損、左舷推進器翼の欠損、左舷ビルジキールの曲損などを生じ、燃料タンクに浸水した。破口部の応急修理後、自力で造船所へ回航、修理が行われた。事故原因は、操船していた甲板長の船位の確認が不十分だったため、とされた。